# Digital Terrestrial Multimedia Broadcast
Digital Terrestrial Multimedia Broadcast, abgekürzt DTMB, bezeichnet eine terrestrische (erdgebundene) Verbreitung digitaler Fernsehsignale, welche primär in der Volksrepublik China eingesetzt wird. Der Anwendungsbereich ist vergleichbar mit den in Europa üblichen digitalen Fernsehübertragungsstandards DVB-T und DVB-T2 für stationären sowie DVB-H für mobilen Fernsehempfang.

Verbreitungsgebiete von DTMB, in Violett.

DTMB wurde im Jahr 2004 entwickelt und ging aus den beiden digitalen Vorläuferübertragungsverfahren ADTB-T, entwickelt an der Jiaotong-Universität Shanghai, und dem Standard DMB-T/H, entwickelt an der Tsinghua-Universität, hervor. Er ist im chinesischen Standard GB20600-2006 normiert. (GB steht für GuoBiao = ”Nationaler Standard” auf Chinesisch)
DTMB wurde im Jahr 2006 offizieller Standard und löste in China ab dem Jahr 2008 die zuvor eingesetzten analogen Fernsehübertragungtechniken ab. Die vollständige Abschaltung der analogen Fernsehübertragung ist in China bis zum Jahr 2018 geplant.[veraltet] In Asien wird DTMB in der VR China einschließlich der Sonderverwaltungszonen Macau und Hongkong, welche seit 2012 vollständig auf DTMB umgestellt ist, in Afrika in der Inselrepublik der Komoren und in Amerika in dem karibischen Land Kuba eingesetzt, wo jetzt eigene Decoder produziert werden (Meldung von Cubadebate.cu vom 23. Mai 2021).
Die Insel Taiwan hingegen hat DVB-T eingeführt.

## Beschreibung
DTMB ist für den mobilen und stationären Fernsehempfang ausgelegt und unterstützt auch die Übertragung von Datendiensten und Multimediaanwendungen. Neben Auflösungen als Standard Definition Television (SDTV), diese Auflösungen kommen insbesondere für den mobilen Empfang zum Einsatz, ist DTMB auf die Übertragung von High Definition Television (HDTV) ausgelegt. Pro Funkkanal ist eine Bandbreite von 8 MHz vorgesehen, der Betrieb eines Gleichwellennetzes, bei dem mehrere räumlich verteilte Sendetürme das idente Programm im gleichen Funkkanal ausstrahlen, ist vorgesehen.
Es können pro Kanal zwischen üblichen 6 und maximal 15 SDTV-Programme und ein bis zwei HDTV-Programme unabhängig voneinander übertragen werden. Die dabei auftretenden Bitraten pro Funkkanal sind dynamisch vom Sender veränderbar und liegen im Bereich von 4,813 Mbit/s bis 32,486 Mbit/s (brutto). Zur Übertragung wird ein zeitlich synchronisiertes orthogonales Frequenzmultiplexverfahren (TDS-OFDM) eingesetzt. Als Vorwärtsfehlerkorrektur kommen unter anderem Low-Density-Parity-Check-Codes (LDPC) zur Anwendung. Das digitale Übertragungsverfahren ist so ausgelegt, dass bei mobilen Anwendungen bei Relativgeschwindigkeiten um die 200 km/h trotz Doppler-Verschiebung ein digitaler Fernsehempfang möglich ist.